# Río Cabe
El río Cabe es un río del noroeste de la península ibérica, afluente por la derecha del Sil. Tiene una longitud de 48,7 km y discurre íntegramente por la provincia de Lugo, en Galicia, atravesando los municipios de Incio, Puebla del Brollón, Monforte de Lemos, Pantón y Sober. Ocupa una extensión de 1577 hectáreas, teniendo grandes problemas de contaminación en algunas áreas de la mitad sur de su recorrido.

## Toponimia
Su nombre deriva del antiguo topónimo Chalibe, con el que era conocido en la época de los romanos. 

## Geografía
El Cabe recorre su curso de nordeste a suroeste, girando al sur en su tramo final. La parte central del río transcurren por un terreno bastante llano mientras que el curso alto y el curso bajo son bastante abruptos.

### Nacimiento
Nace a 960 m de altitud en el paraje denominado "Fonte das Abellas", en las proximidades de la aldea de Cabude, de la parroquia de Foilebar, en el municipio de Incio. 

### Curso alto
El curso alto del río excava un profundo valle. Después de pasar por la aldea de Fontes, pasa por Trascastro, donde recibe las aguas del río Antigua y gira hacia el oeste, y por San Pedro, todavía en el municipio de Incio. Posteriormente entra en el municipio de Puebla del Brollón y pasa por las aldeas de Biduedo y Pacios de Veiga. 

### Curso medio
Deja atrás entonces la zona montañosa para transcurrir por una zona mucho más llana. Cruza la parroquia de Veiga, donde recibe las aguas del río Picarrexo a la altura de Picais. Posteriormente cruza Santalla de Rey, Eixón y Fornelas. En las proximidades de esta última recibe las aguas del río Saa, a los pies del monte Moncai.

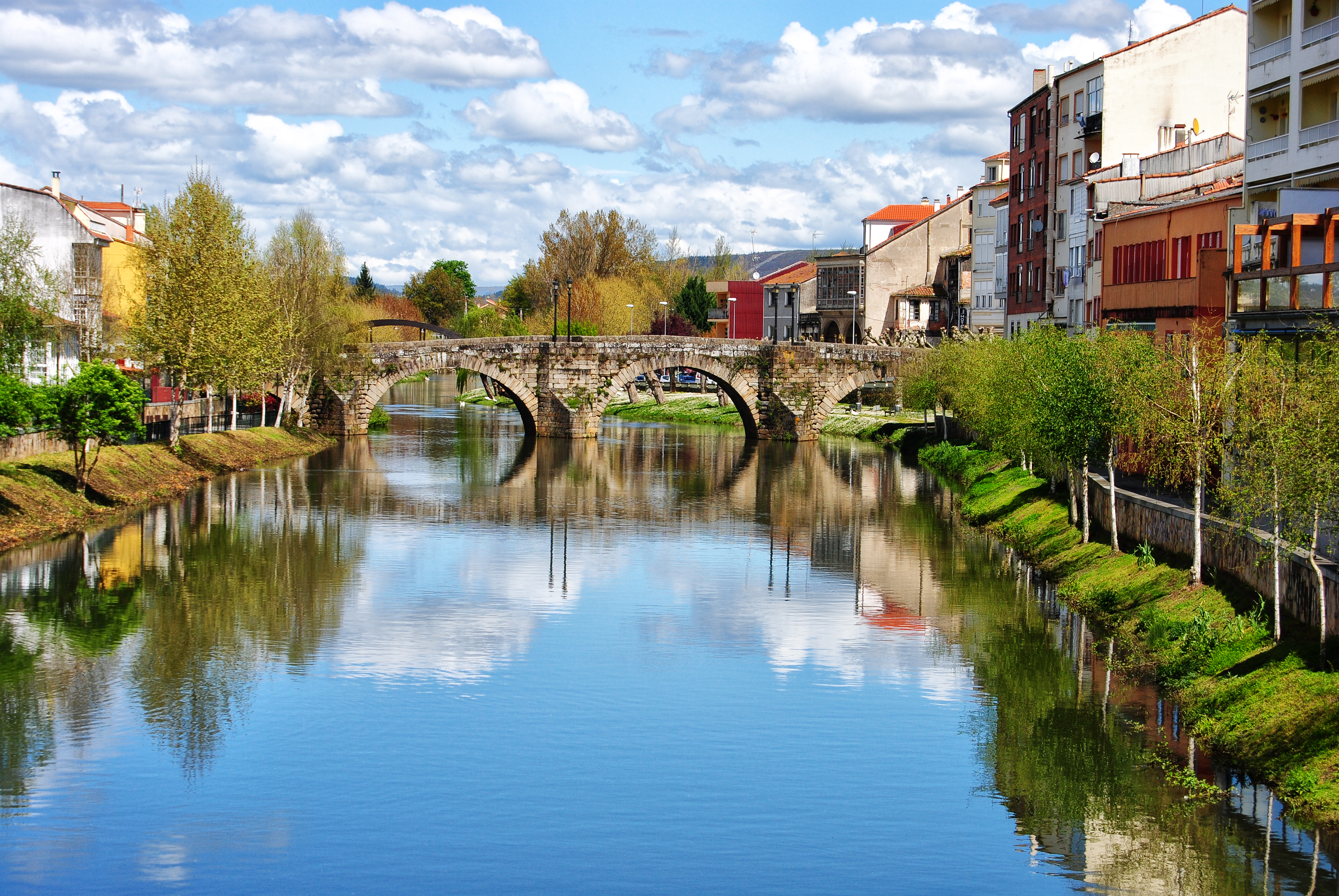
El Puente Viejo sobre el Cabe es uno de los principales monumentos de Monforte de Lemos.

Rodea la sierra de Moncai y entra en el municipio de Monforte de Lemos. Tras pasar Camporrío recibe las aguas del río Mao, en las proximidades del castro de Parte. Posteriormente pasa por O Freixo y entra en la llanura donde se asienta Monforte de Lemos. Cruza la parroquia de Ribas Altas y entra en la capital monfortina. Recibe las aguas del río Seco a la altura del club fluvial. Lo cruzan varios puentes en el núcleo urbano, entre los que destaca el Puente Viejo. Dos paseos, uno por cada margen, recorren las riberas del río en Monforte. A la altura del Parque de los Condes desemboca en él el arroyo de As Malloadas. Finalmente pasa por el barrio de A Pinguela y sale del casco urbano. Luego pasa por Piñeira, donde recibe las aguas del riego Carballal en las inmediaciones de la estación depuradora de Monforte, y Distriz, para entrar en el municipio de Pantón.

### Curso bajo
Tras pasar por Mañente, sirve de frontera física entre los municipios de Pantón y Sober desde que recibe las aguas del río Neiras hasta su desembocadura. Baña las parroquias de Canabal, Villaoscura, Rosende y Anllo, de Sober, y Vilamelle, Espasantes, Cangas, Acedre y Frontón, de Pantón. 

### Desembocadura

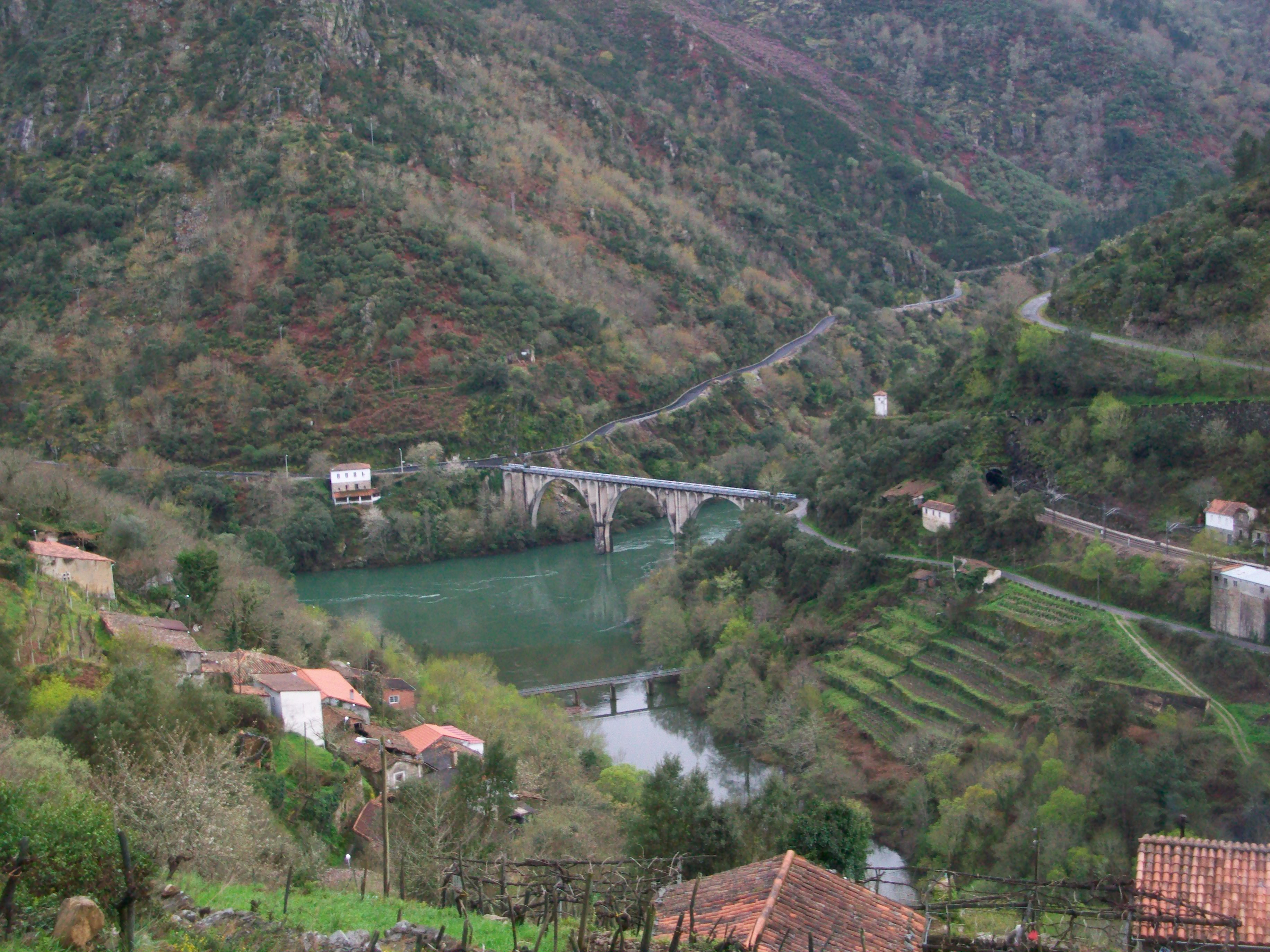
Desembocadura del Cabe en el río Sil en las proximidades de A Barca, en primer plano.

Desemboca a 159 m de altitud en el río Sil en una zona abrupta y montañosa, en el embalse de San Pedro, entre las aldeas de Estación y A Barca, en los municipios de Pantón y Sober respectivamente.
La confluencia del Cabe con el Sil marca los límites de tres términos municipales pertenecientes a dos provincias: Pantón al oeste del Cabe, Sober al este del Cabe y Nogueira de Ramuín al sur del Sil.

## Régimen hidrológico
| Punto de aforo        | Caudal (m³/s) |
| --------------------- | ------------- |
| O Incio-Ponte da Pena | 1,20          |
| Pacios de Veiga       | 0,81          |
| Ribas Altas           | 5,64          |

## Afluentes
Durante su recorrido de 56 km recibe un buen número de afluentes y los más importantes son:
- Por el margen izquierdo:
  - Antigua
  - Picarrexo
  - Saa
  - Seco
  - Carballal
  - Neiras
  - Pousavedra
- Por el margen derecho:
  - Fontán
  - Mao
  - Cinsa
  - Carabelos
  - Ferreira

## Valores ambientales
El río Cabe fue declarado como lugar de importancia comunitaria (LIC) en diciembre de 2004 y ascendió a zona especial de conservación (ZEC) en marzo de 2014.

### Flora
- Bosques de robles de Quercus robur y Quercus pyrenaica
- Bosques de castaños Castanea sativa
- Matorral oromediterráneo endémico con tojos
- Matorral seco europea
- Bosques de ribera con Alnus glutinosa y Fraxinus excelsior
- Pseudo-estepas con pastos anuales de Therobrachypodietea
- Festuga elegans

### Fauna
Los peces que habitan en el río son la trucha, familia de los Salmonidae, la boga Leporinus obtusidens, la carpa común Cyprinus carpio y algún "black-bass", Micropterus salmoides floridanus, pez introducido en el río de origen norteamericano que podría ser denominado perca negra.
Otros animales que se pueden encontrar en su cuenca son:
- Totovía (Lullula arborea)
- Atajacaminos (Caprimulgus europaeus)
- Garza real europea (Ardea cinerea)
- Alcotán europeo (Falco subbuteo)
- Autillo europeo (Otus scops)
- Murciélago grande de herradura (Rhinolophus ferrum-equinun)
- Murciélago pequeño de herradura (Rhinolophus hipposideros)
- Murciélago de las grutas (Miniopterus schreibersi)
- Nutria europea (Lutra lutra)
- Salamandra rabilarga (Chioglossa lusitanica)
- Libélula (Macromia splendens)
- Armiño (Mustela erminea)